# Ted Fio Rito
Teodorico Salvatore Fiorito (20 de diciembre de 1900-22 de julio de 1971), más conocido como Ted Fio Rito, fue un compositor, líder de banda y teclista (tanto de piano como de órgano Hammond) de nacionalidad estadounidense, popular en el ámbito radiofónico nacional de las décadas de 1920 y 1930. A veces le daban como nombre artístico las variantes Ted Fiorito y Ted FioRito.

## Biografía
Nació en Newark (Nueva Jersey). Sus padres eran un matrimonio de inmigrantes italianos, el sastre Louis (Luigi) Fiorito y Eugenia Cantalupo Fiorito. 
Ted Fiorito estudió en la Barringer High School de Newark, y era aún adolescente cuando en 1919 consiguió un trabajo de pianista en el estudio de grabación de Columbia en Nueva York, tocando con las bandas de Harry Yerkes —la Yerkes Novelty Five, la Yerkes' Jazarimba Orchestra y los Happy Six. Sus primeras composiciones fueron grabadas por los grupos de Yerkes y por la banda de Art Highman. 
Se mudó a Chicago, Illinois, en 1921 para formar parte del grupo de Dan Russo, codirigiendo al año siguiente la Russo and Fio Rito's Oriole Orchestra. Cuando Russo y Fio Rito inauguraron en Detroit el Michigan's Oriole Terrace, la banda pasó a llamarse la Oriole Terrace Orchestra. En las primeras grabaciones de la formación (mayo de 1922) se incluía el tema de Fio Rito "Soothing." Además, hizo "Sleep" y otras canciones para el piano AMPICO Reproducing.
Fio Rito tuvo numerosos discos de éxito, destacando entre ellos dos números 1, “My Little Grass Shack in Kealakekua, Hawaii” (1934) y “I’ll String Along with You” (1934). Compuso un total de más de 100 canciones, colaborando con letristas como Ernie Erdman, Gus Kahn, Sam M. Lewis, Cecil Mack, Albert Von Tilzer y Joe Young.

### Radio remotes
La banda volvió a Chicago para pasar un período tocando en el Hotel Edgewater Beach, donde hicieron su primera actuación retransmitida el 29 de marzo de 1924. En agosto de 1925, la Orquesta Russo-Fio Rito actuó en la inauguración del Teatro Uptown de Chicago. También tocaron en el famoso Aragon Ballroom en julio de 1926, retransmitiendo para toda la nación desde el Aragon y desde el salón Trianon. Dan Russo dejó el grupo en 1928, quedando Fio Rito como líder, haciendo giras por el medio oeste con actuaciones en San Luis (Misuri), Kansas City y Cincinnati.
En agosto de 1929 la primera grabación de la banda sin Russo tenía a Ted Lewis como clarinetista y cantante. Con el nombre de Ted Fio Rito and His Edgewater Beach Hotel Orchestra, el grupo fue a San Francisco para sustituir a la orquesta de Anson Weeks en el Hotel Mark Hopkins.

### Actividad radiofónica en la década de 1930
Fio Rito consiguió la popularidad nacional gracias a sus actuaciones radiofónicas. En Chicago su banda tocó en el show Brunswick Brevities, y fueron la orquesta del programa de la NBC Skelly Gasoline Show, con base en Nueva York. En los años treinta intervinieron en otros numerosos programas, entre ellos The Old Gold Hour, Hollywood Hotel, The Al Jolson Show, Frigidaire Frolics y Clara, Lu, and Em.
Entre los vocalistas de la Orquesta de Fio Rito figuraron Jimmy Baxter, Candy Candido, los Debutantes, Betty Grable, June Haver, las Mahoney Sisters, Muzzy Marcellino, Joy Lane (1947–1951), Billy Murray, Maureen O’Connor, Patti Palmer, y Kay y Ward Swingle.
En los años cuarenta disminuyó la popularidad de la banda, pero Fio Rito siguió actuando en Chicago y Arizona, y en la década de 1960 también tocó en Las Vegas. Finalmente, dirigió a un pequeño grupo de músicos en locales de California y Nevada hasta el momento de su fallecimiento, ocurrido en Scottsdale (Arizona), en 1971 a causa de un ataque cardiaco. Fue enterrado en el cementerio San Fernando Mission en la comunidad de Mission Hills, en Los Ángeles, California.
A Fio Rito se le incluyó en el Salón de la Fama de los Compositores en 1970.

### Grabaciones
Fio Rito grabó sus primeros discos para Columbia Records en 1929, y entre 1929 y 1930 hizo lo propio para Victor Records. A finales de 1930 grabó una sesión para la compañía Hit of the Week Records. Posteriormente, a finales de 1932 trabajó para Brunswick Records, permaneciendo en ese sello hasta 1935. Su grabación, para ese sello, de la balada «Willow weep for me», con el vocalista Muzzy Marcellino, fue la primera grabación de lo que más tarde se convertiría en un estándar de jazz, y que llegó al puesto número 17 de las listas de ventas.
A principios de 1936 pasó a Decca Records, continuando en esta compañía hasta. Además, también grabó una sesión para Bluebird Records en 1940.

## Canciones y grabaciones
- "Toot, Toot Tootsie!"
- "Charley, My Boy"
- "Alone at Last"
- "No, No Nora"
- "When Lights Are Low"
- "Sometime"
- "I Never Knew"
- "Drifting Apart"
- "Laugh, Clown, Laugh"
- "King for a Day"
- "Then You’ve Never Been Blue"
- "Now That You’re Gone"
- "Three on a Match"
- "Kalua Lullaby"
- "I Want Somebody to Cheer Me Up"
- "I’m Sorry Sally"
- "Nothing on My Mind"
- "When the Moon Hangs High"
- "Roll Along, Prairie Moon"
- "Alone at a Table for Two"
- "Yours Truly"
- "Lily of Laguna"

## Audio
- "Boogie Woogie Lullaby" (Agosto de 1945)
- "Charley, My Boy": Orquesta de Ted Fio Rito con Billy Murray (1924)
- "Night in Manhattan": Orquesta de Ted Fio Rito con Muzzy Marcellino
- "Sleep" AMPICO Piano Roll (enlace roto disponible en Internet Archive; véase el historial, la primera versión y la última).